# Пољубац убице
Пољубац убице (енгл. Killer's Kiss) је амерички криминалистички ноар филм независне продукције из 1955. године, који је режирао Стенли Кјубрик, а сценарио су написали Кјубрик и Хауард Саклер. То је други дугометражни филм који је режирао Кјубрик, након његовог дебитантског филма из 1953. године, „Страх и жеља“. У филму глуме Џејми Смит, Ајрин Кејн и Френк Силвера.
Филм говори о Дејвију Гордону (Џејми Смит), 29-годишњем боксеру средње категорије из Њујорка на крају каријере, и његовој вези са комшиницом, такси плесачицом Глоријом Прајс (Ајрин Кејн) и њеним насилним послодавцем Винсентом Рапалом (Френк Силвера).

## Позадина
Ово је био Кјубриков други дугометражни филм. Кјубрик је повукао свој први филм, „Страх и жеља“ (1952), из промета због незадовољства њиме. Он је режирао тај филм између 23. и 24. године и морао је да позајми 40.000 долара (еквивалентно 474.000 долара 2024. године) од свог ујака Мартина Первелера, који је поседовао ланац апотека у Лос Анђелесу.‍:78  „Пољубац убице“, првобитно назван „Пољуби ме, убиј ме“, такође је приватно финансиран преко породице и пријатеља, али пошто „Страх и жеља“ није надокнадио свој продукцијски буџет, Первелер овог пута није инвестирао. Већи део почетног буџета покрио је Морис Бусел, фармацеут из Бронкса који је награђен копродуцентским кредитом.‍:95
Кјубрик је почео да снима филм са звуком снимљеним на локацији, што је била уобичајена пракса у Холивуду. Међутим, фрустриран упадањем микрофона у његов систем осветљења, Кјубрик је отпустио свог тонског мајстора и одлучио да накнадно наснима цео филм као што је то учинио са својим првим филмом. Филм је познат по снимцима на локацији у старој Пен станици, која је срушена 1963. године, као и на Тајмс скверу и запуштеним улицама и бруклинског приобаља и Паклених стотина хектара – што је у то време био надимак за насеље Сохо у Менхетну.
Балерина Рут Соботка, тадашња Кјубрикова супруга, била је уметнички директор за овај филм, као и за Кјубриков следећи, „Узалудна пљачка“. Она се такође појављује у дугом плесном соло наступу, играјући улогу Ирис. Тадашња манекенка и будућа списатељица и телевизијска новинарка Крис Чејс, користећи уметничко име Ирен Кејн, дебитовала је као главна женска улога.
Против Кјубрикове жеље, United Artists је захтевао да се филм поново монтира са срећним завршетком. United Artists је платио 100.000 долара за филм и такође је пристао да обезбеди 100.000 долара за Кјубриков следећи филм.
Филм садржи песму „Once“, коју су написали Норман Гимбел и Арден Клар. То је један од Гимбелових најранијих доприноса филму, иако се његови текстови не појављују у коначној верзији.